# 로스에스타도스섬

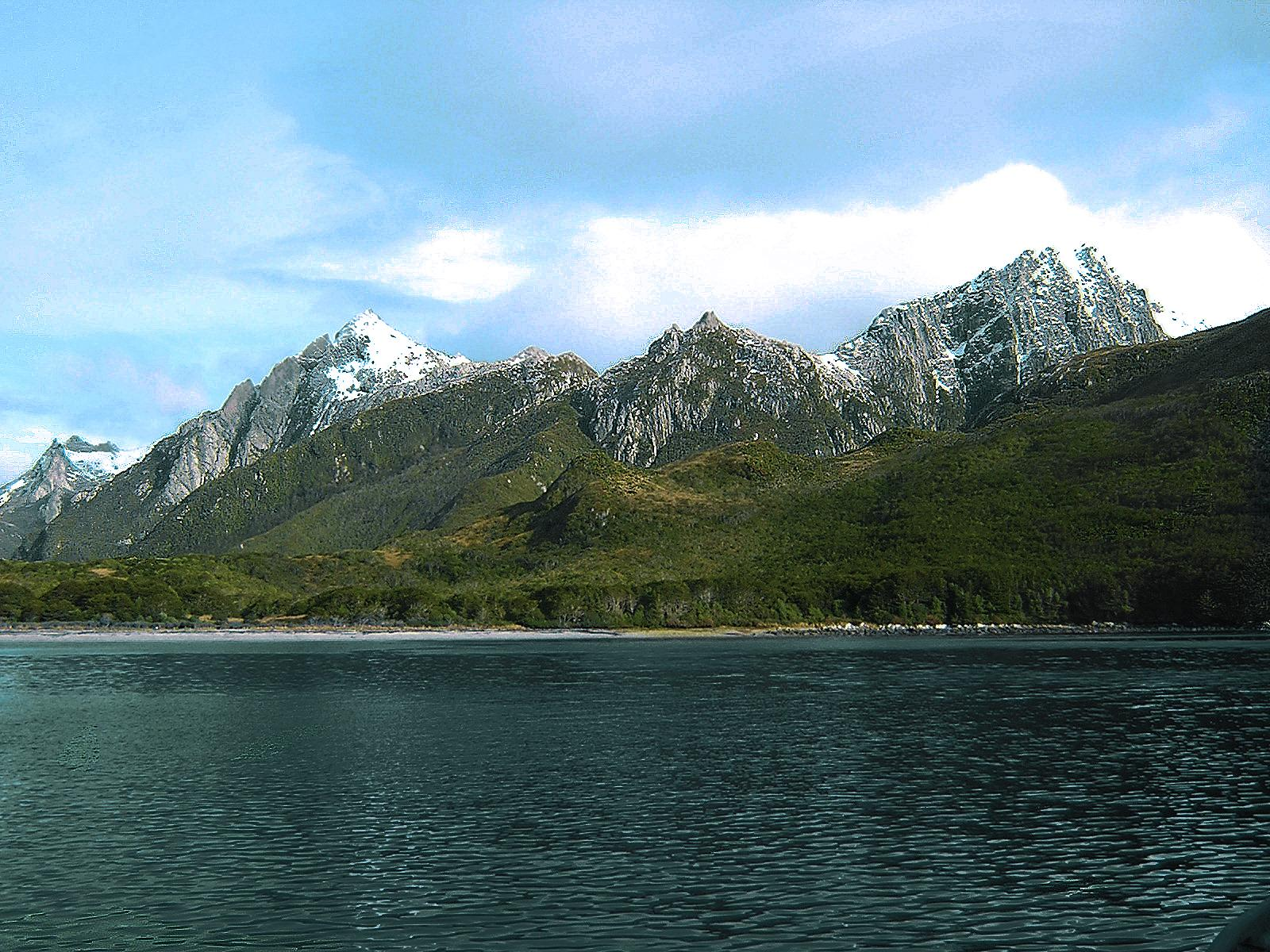
로스에스타도스 섬

로스에스타도스섬(Isla de los Estados)은 아르헨티나 티에라델푸에고 제도로부터 동쪽으로 29km 떨어진 섬이다.
섬에 위치한 산후안델살바멘토 등대는 쥘 베른의 소설 《세상 끝의 등대》의 모티브가 되었다.